# 蝴蝶朵朵
《蝴蝶朵朵》是2019年4月出版的台灣繪本，由幸佳慧創作，陳潔晧、徐思寧繪圖，為台灣首本以熟人性侵為主題的兒童繪本。隨書附贈應用指導手冊。
本書被教育部國民及學前教育署納入全台灣國小指定課外閱讀繪本。

## 故事簡介
出身單親家庭的小女孩朵朵，因喜歡看蝴蝶飛舞，所以被大家叫做「朵朵」。朵朵媽媽認識了市場裡的一位叔叔，叔叔對朵朵很好，會帶她出門玩、買衣服和蛋糕送給她，可有一天叔叔乘媽媽不在家時對朵朵伸出了狼爪……

## 創作背景及理念
作者幸佳慧長期關切兒童權利問題，她邀請到童年時曾遭性侵、將自身經歷寫成《不再沉默》的陳潔晧，以及陳潔晧之妻徐思寧，來為《蝴蝶朵朵》繪製插圖。
幸佳慧還請勵馨基金會、家扶基金會和陳潔晧就預防、面對與復原的角度撰文，她自己則設計互動建議，編成一本應用指導手冊，隨書附贈。
《蝴蝶朵朵》出版當年，幸佳慧和勵馨基金會合作，啟動「蝴蝶朵朵傳愛偏鄉，熟人性侵防治缺你不可」計畫，望能透過贈送《蝴蝶朵朵》至性侵害發生率較高的地區和培育種籽講師，落實熟人性侵的防治工作。藝人隋棠即受是結訓的《蝴蝶朵朵》種籽講師之一，她本人還曾認購了一千本《蝴蝶朵朵》。幸佳慧在勵馨基金會活動上表示希望政府能推廣對熟人性侵的防治：「不希望《蝴蝶朵朵》只是我的一件商品，而是一場社會運動」。

## 評價
勵馨基金會執行長紀惠容稱許幸佳慧是她看過台灣第一個用童書推動社會行動的人。此外小燈泡母親王婉諭、醫師劉宗瑀、家扶基金會執行長何素秋、國立台北教育大學心理與諮商學系副教授洪素珍等人也都推薦了《蝴蝶朵朵》。

## 相關爭議
2020年，高雄市光武國小一名女童在校內圖書館欲借閱被該校列為教師專區用書的《蝴蝶朵朵》，遭校方以該書不適兒童自行閱讀為由拒絕。接獲家長反映的高雄市議員林凱認為：該書內容並無兒童不宜之情節，校方作法過於保守。人本教育基金會則批評：《蝴蝶朵朵》是工具書而非禁書，校方不該為省麻煩而把書「關禁閉」，應主動公告有這本書並鼓勵師生共讀。光武國小校長強調：由於該書附有指導手冊，表明閱讀繪本後老師得同孩子進行對話和討論，學生欲借閱該書可向導師反映。